# Doratura exilis
Doratura exilis är en insektsart som beskrevs av Géza Horváth 1903. Doratura exilis ingår i släktet Doratura och familjen dvärgstritar. Enligt den finländska rödlistan är arten sårbar i Finland. Arten är reproducerande i Sverige. Artens livsmiljö är hagmarker och lövängar. Inga underarter finns listade i Catalogue of Life.